# Oneirodes thompsoni
Oneirodes thompsoni es una especie de pez del género Oneirodes, familia Oneirodidae, orden Lophiiformes. Fue descrita científicamente por Schultz en 1934.
Especie inofensiva para el ser humano. Puede alcanzar los 2014 metros de profundidad.

## Descripción
Su longitud total es de 15,3-21,0 centímetros y alcanzar un peso máximo de 400 gramos.

## Distribución
Se distribuye por Japón, mar de Ojotsk hasta el golfo de Alaska y en Columbia Británica, Canadá.